# Viscosia cobbi
Viscosia cobbi är en rundmaskart som beskrevs av Nikolai Nikolaievich Filipjev 1918. Viscosia cobbi ingår i släktet Viscosia och familjen Oncholaimidae. Inga underarter finns listade i Catalogue of Life.